# Archidiecezja Tucumán
Archidiecezja Tucumán (łac. Archidioecesis Tucumanensis) – archidiecezja Kościoła rzymskokatolickiego w Argentynie.

## Historia
15 lutego 1897 roku papież Leon XIII bullą In Petri Cathedra erygował diecezję Tucumán. Dotychczas wierni z tym terenów należeli do diecezji (obecnie archidiecezji) Salta.
25 marca 1907 roku diecezja utraciła część swojego terytorium na rzecz nowo powstałej Diecezja Santiago del Estero zaś 21 stycznia 1910 roku na rzecz diecezji Catamarca.
11 lutego 1957 roku decyzją papieża Piusa XII wyrażoną w bulli Quandoquidem adoranda diecezja została podniesiona do rangi archidiecezji metropolitalnej.
18 sierpnia 1963 roku diecezja znów utraciła część terytorium na rzecz powstającej diecezji Concepción.

## Ordynariusze

### Biskupi Tucumán
- Pablo Padilla y Bárcena (1898 – 1921)
- Barnabé Piedrabuena (1923 – 1928)
- Agustín Barrere FMI (1930 – 1952)
- Juan Carlos Aramburu (1953 – 1957)

### Arcybiskupi Tucumán
- Juan Carlos Aramburu (1957 - 1967)
- Blas Victorio Conrero (1968 – 1982)
- Horacio Alberto Bózzoli (1983 – 1993)
- Raúl Arsenio Casado (1994 – 1999)
- Luis Héctor Villalba (1999 – 2011)
- Alfredo Zecca (2011 – 2017)
- Carlos Alberto Sánchez (od 2017)